# Beagle Pup
Le Beagle B.121 Pup est un avion biplace d’école, tourisme et de voltige élémentaire britannique.

## Origine et développement

### L'héritage Miles
En 1960 George Miles entreprit l’étude de trois projets d’avions légers destinés à succéder aux Miles Messenger et Gemini et tenter d’enrayer les importations massives d'appareils étrangers, essentiellement d’origine américaine. Faisant largement usage de matières plastiques pour réduire les couts de production, le Miles M.114 se présentait comme un monoplan à aile basse cantilever et train classique fixe proposé en deux versions :
- Mk.I biplace de 700 kg entrainé par un moteur Rolls-Royce Continental O-200A de 100 ch.
- Mk.II quadriplace de 1 050 kg équipé d’un Rolls-Royce Continental O-300A de 145 ch.

Cet appareil fut présenté en juillet 1960 au Groupe d’Étude du Ministère de l’Aviation et des Transports aériens avec l’espoir de subventions. En février 1961 F.G. Miles Ltd fut absorbée par Beagle Aircraft Limited, qui donna la priorité au projet B.206, un bimoteur dont elle espérait une forte commande. En octobre 1961 le conseil d’administration de Beagle donna son accord au lancement du programme M.114, rebaptisé entre-temps M.117, mais celui-ci fut finalement abandonné pour des raisons économiques et industrielles.

### Un biplace métallique
Au terme d’une solide étude de marché, une nouvelle famille d’avions légers fut annoncée en 1965. Il s’agissait cette fois de monoplans métalliques pouvant recevoir des moteurs de 100 à 210 ch et un train tricycle, fixe ou escamotable. Le programme prévoyait la sortie d’un biplace semi-acrobatique, le B-121C à moteur O-200, puis d’un quadriplace à moteur O-300 désigné B-121T Pup, et enfin d’un B-121M Bull Pup, véritable avion de voltige à envergure réduite équipé d’un Continental IO-360 de 210 ch. Une version Twin Pup Major bimoteur était également envisagée. Conformément au programme, le premier prototype fut un B-121C [G-AVDF], qui effectua un premier vol de 75 minutes le 8 avril 1967 à Shoreham piloté par « Pee Wee » Judge. Les premiers essais en vol confirmèrent les qualités de vol de l’appareil ainsi que les performances mais les réactions des visiteurs durant le Salon aéronautique de Farnborough de 1966, où la maquette avait été exposée, incitèrent Beagle à modifier le programme d’introduction de versions plus puissantes : le biplace Pup 1 à moteur de 100 ch (Annoncé à 3 495 UK£) devait être suivi par le Pup 2, quadriplace à moteur Lycoming O-320-A2B de 150 ch (4 250 UK£) puis une version de 180 ch annoncé à 5 400 UK£. Pour simplifier le démarrage de la production il fut également décidé de renforcer la structure uniquement en g positifs et de reporter l’introduction d’un train escamotable. Plus de 250 avions furent commandés en un an, ce qui dépassait les prévisions les plus optimistes.

### Des débuts prometteurs
La seconde cellule construite à Shoreham fut affectée à des essais statiques et un premier Pup 150 [G-AVLN] achevé en janvier 1968. Le premier Pup 100 de série prit l’air le 23 février 1968, équipé d’une quille anti-roulis. Celle-ci étant nécessaire sur les modèles les plus puissants, il avait été décidé de la standardiser pour faciliter la production. Le premier avion de série [G-AVZM] fut livré le 9 avril 1968 à l’école de pilotage de Shoreham.

### L'avion qui causa la perte de Beagle Aircraft Ltd
En septembre 1968 un avion sortait d’usine toutes les semaines et la Royal New Zealand Air Force évalua l’appareil comme avion d’entrainement de début. Beagle semblait assuré d’un confortable carnet de commandes quand l’école de pilotage de Shoreham annonça fin 1968 qu’elle revendait tous ses Beagle Pup : Les clients commençaient à se plaindre de défauts de fabrication (Problèmes de frein et d’amortisseurs, criques dans les réservoirs, portes s’ouvrant en vol...) et aucune action corrective n’était envisagée par le constructeur. On s’aperçut alors que le cout de production de l’appareil avait été largement sous-estimé. Le prix de la version de base passa à 5 000 UK£ et une demande d’aide gouvernementale à hauteur de 6 millions de Livres fut sollicitée. Cette subvention étant refusée en décembre 1969, Beagle Aircraft Limited dut se déclarer en état de cessation de paiement et arrêter la production du Pup en 1970. 152 appareils étaient alors sortis d’usine. Un certain nombre d’appareils presque terminés purent être revendus et achevés par leurs propriétaires, le dernier étant le B121-176, immatriculé G-BCGV le 17 juin 1974. Les droits de production furent finalement achetés par Scottish Aviation, qui transféra à Prestwick pièces détachées et cellules inachevées pour assurer le service après-vente d’un appareil resté très populaire. Scottish Aviation ne relança pas la production, s’intéressant principalement au Beagle B.125 Bulldog.

## Les versions
- Pup Series 1 (Pup 100) : 66 exemplaires à moteur Rolls-Royce/Continental O-200A de 100 ch. Biplace pur.
- Pup Series 2 (Pup 150) : 98 exemplaires à moteur Lycoming O-320-A2B de 150 ch. Bi-triplace.
- Pup Series 3 (Pup 160) : 9 exemplaires, dont un 1 Srs 1 converti. Rééquipé avant achèvement avec un moteur Lycoming O-320-D2C de 160 ch et une dérive plus grande que celle du Pup 2, le second prototype Pup 100 [G-AVLM] servit de prototype à une version quadriplace développée pour l’École de pilotage de l’Aviation Civile Iranienne. Cet appareil fit l’objet d’une commande de huit exemplaires, tous livrés en Iran avant la fin de 1968, à raison d’un avion par semaine.

## Sources
- Don L Brown, Miles Aircraft since 1925 p.358/361. Putnam & Co, Londres (1970)  (ISBN 0 370 00127 3)
- Richard Carr, Pup, up and away. Design Journal du 01/11/1968 p.44/47.
- A.J. Jackson, British Civil Aircraft since 1919 (Volume 1). Putnam, Londres (1974).  (ISBN 0 370 10006 9).
- The Illustrated Encyclopedia of Aircraft (Part Work 1982-1985). Orbis Publishing.